# Tibor Simon
Tibor Simon (ur. 1 września 1965 w Budapeszcie – zm. 23 kwietnia 2002 tamże) – węgierski piłkarz występujący na pozycji obrońcy oraz trener piłkarski. Przez większą część swojej piłkarskiej kariery związany był z Ferencvárosi TC, jednak występował także w barwach Budapesti Vasutas oraz Rákospalotai EAC. W dwóch ostatnich klubach pełnił funkcję grającego trenera. Jako szkoleniowiec prowadził także FC Sopron. Szesnastokrotny reprezentant Węgier.
21 kwietnia 2002 roku Simon został śmiertelnie pobity przez ochronę jednego z budapesztańskich pubów. Zmarł dwa dni później. O morderstwo oskarżono później czterech mężczyzn, którzy zostali aresztowani, jednak trzech z nich po krótkim czasie wróciło na wolność.